# Lijst van voetbalinterlands Letland - San Marino
Deze lijst van voetbalinterlands is een overzicht van alle officiële voetbalwedstrijden tussen de nationale teams van Letland en San Marino. De landen speelden tot op heden vijf keer tegen elkaar. De eerste ontmoeting, een kwalificatiewedstrijd voor het Wereldkampioenschap voetbal 2002, werd gespeeld in Serravalle op 15 november 2000. De laatste interland, een vriendschappelijke wedstrijd, vond plaats op 11 november 2020 in Serravalle.

## Wedstrijden
| № | Plaats     | Datum            | Competitie           | Wedstrijd            | Uitslag |
| - | ---------- | ---------------- | -------------------- | -------------------- | ------- |
| 1 | Serravalle | 15 november 2000 | WK 2002 kwalificatie | San Marino – Letland | 0 – 1   |
| 2 | Riga       | 25 april 2001    | WK 2002 kwalificatie | Letland – San Marino | 1 – 1   |
| 3 | Serravalle | 20 november 2002 | EK 2004 kwalificatie | San Marino – Letland | 0 – 1   |
| 4 | Riga       | 30 april 2003    | EK 2004 kwalificatie | Letland – San Marino | 3 – 0   |
| 5 | Serravalle | 11 november 2020 | Vriendschappelijk    | San Marino – Letland | 0 – 3   |

## Samenvatting
| Competitie        | Totaal gespeeld | Winst San Marino | Gelijk | Winst Letland | Doelsaldo San Marino – Letland |
| ----------------- | --------------- | ---------------- | ------ | ------------- | ------------------------------ |
| WK-kwalificatie   | 2               | 0                | 1      | 1             | 1 − 2                          |
| EK-kwalificatie   | 2               | 0                | 0      | 2             | 0 − 4                          |
| Vriendschappelijk | 1               | 0                | 0      | 1             | 0 − 3                          |
| Totaal            | 5               | 0                | 1      | 4             | 1 − 9                          |

## Details

### Eerste ontmoeting
| San Marino | 0 – 1 | Letland                  |
|            | goals | 9' Aleksandrs Jelisejevs |

### Tweede ontmoeting
| Letland          | 1 – 1 | San Marino        |
| Marian Pahars 1' | goals | 59' Nicola Albani |

### Derde ontmoeting
| San Marino | 0 – 1 | Letland                    |
|            | goals | 89' (e.d.) Carlo Valentini |

### Vierde ontmoeting
| Letland                                                            | 3 – 0 | San Marino |
| Andrejs Prohorenkovs 10' Imants Bleidelis 21' Imants Bleidelis 75' | goals |            |

### Vijfde ontmoeting
|                                                                                            |       |                                                                               |
| San Marino                                                                                 | 0 – 3 | Letland                                                                       |
|                                                                                            | goals | 32' (e.d.) Cristian Brolli 21' Kaspars Dubra 75' (pen.) Vladislavs Gutkovskis |
| - Debuut van Vladislavs Sokorins (FK RFS) en Aleksejs Saveljevs (AC Mantova) voor Letland. |       |                                                                               |

LFF · A-internationals · Bondscoaches · Statistieken · Lets vrouwenelftal · Olympisch elftal · Letland U21 · Letland U20 · Letland U19 · Letland U18 · Letland U17 · Letland U16
1922 – 1929 ·
1930 – 1940 ·
1950 – 1989 · 
1990 – 1999 ·
2000 – 2009 ·
2010 – 2019 ·
2020 – 2029
EK 1996 · 
EK 2000 · 
EK 2004 · 
EK 2008 · 
EK 2012
WK 1994 · 
WK 1998 · 
WK 2002 · 
WK 2006 · 
WK 2010 · 
WK 2014
OS 1924
1922 · 
1923 · 
1924 · 
1925 · 
1926 · 
1927 · 
1928 · 
1929 · 
1930 · 
1931 · 
1932 · 
1933 · 
1934 · 
1935 · 
1936 · 
1937 · 
1938 · 
1939 · 
1940 · 
1941 · 
1942 · 
1943 · 1944 · 
1945 · 
1946 · 
1947 · 
1948 · 
1949 · 
1950 – 1990 · 
1991 · 
1992 · 
1993 · 
1994 · 
1995 · 
1996 · 
1997 · 
1998 · 
1999 · 
2000 · 
2001 · 
2002 · 
2003 · 
2004 · 
2005 · 
2006 · 
2007 · 
2008 · 
2009 · 
2010 · 
2011 · 
2012 · 
2013 · 
2014 · 
2015 · 
2016 · 
2017 ·
2018 ·
2019 ·
2020 ·
2021 ·
2022
Albanië ·
Andorra ·
Angola ·
Armenië ·
Azerbeidzjan ·
Bahrein ·
België ·
Bolivia ·
Bosnië en Herzegovina ·
Brazilië ·
Bulgarije ·
China ·
Cyprus ·
Denemarken ·
Duitsland ·
Engeland ·
Estland ·
Faeröer · 
Finland ·
Frankrijk ·
Georgië ·
Ghana ·
Gibraltar ·
Griekenland ·
Honduras ·
Hongarije ·
Ierland ·
IJsland ·
Israël ·
Japan ·
Kazachstan ·
Koeweit ·
Kosovo ·
Kroatië ·
Liechtenstein ·
Litouwen ·
Luxemburg ·
Malta ·
Moldavië ·
Montenegro ·
Nederland ·
Noord-Ierland ·
Noord-Korea ·
Noord-Macedonië ·
Noorwegen ·
Oekraïne ·
Oezbekistan · 
Oman ·
Oostenrijk ·
Polen ·
Portugal ·
Qatar ·
Roemenië · 
Rusland ·
San Marino ·
Saoedi-Arabië ·
Schotland ·
Slovenië ·
Slowakije ·
Spanje ·
Thailand ·
Tsjechië ·
Tunesië ·
Turkije ·
Verenigde Staten ·
Wales ·
Wit-Rusland ·
Zuid-Korea ·
Zweden ·
Zwitserland
FSGC · A-internationals · Bondscoaches · Statistieken · San Marino U21 · San Marino U19 · San Marino U18 · San Marino U17 · San Marino U16
1986 – 1989 · 1990 – 1999 · 2000 – 2009 · 2010 – 2019 · 2020 – 2029
2000 · 2001 · 2002 · 2003 · 2004 · 2005 · 2006 · 
Albanië · 
Andorra ·
Azerbeidzjan ·
België · 
Bosnië en Herzegovina · 
Bulgarije ·
Canada ·
Cyprus ·
Denemarken ·
Duitsland · 
Engeland · 
Estland · 
Faeröer · 
Finland · 
Gibraltar · 
Griekenland · 
Hongarije · 
Ierland · 
IJsland ·
Israël · 
Italië · 
Kaapverdië ·
Kazachstan ·
Kosovo ·
Kroatië · 
Letland · 
Libanon · 
Liechtenstein · 
Litouwen · 
Luxemburg ·
Malta ·
Moldavië ·
Montenegro ·
Nederland · 
Noord-Ierland · 
Noorwegen ·
Oekraïne ·
Oostenrijk · 
Polen · 
Roemenië · 
Rusland · 
Saint Kitts en Nevis ·
Saint Lucia ·
Schotland · 
Servië en Montenegro · 
Seychellen ·
Slovenië · 
Slowakije · 
Spanje · 
Syrië ·
Tsjechië · 
Turkije · 
Wales · 
Wit-Rusland · 
Zweden · 
Zwitserland
Nederland (2011)